# Sleeping with Ghosts
Albums de Placebo
Black Market Music
(2000) Soulmates Never Die: Live in Paris 2003
(2004)
Singles
1. The Bitter End
Sortie : 10 mars 2003
2. This Picture
Sortie : 16 juin 2003
3. Special Needs
Sortie : 15 septembre 2003
4. English Summer Rain
Sortie : 23 février 2004

Sleeping with Ghosts est le quatrième album de Placebo, sorti en 2003.
En septembre 2003, une édition spéciale de Sleeping With Ghosts voit apparaître en treizième piste le titre Protège-moi. En juin 2004, une seconde édition spéciale intègre la première ainsi qu'un second disque de reprises intitulé Covers également disponible au téléchargement légal.

## Historique
L'enregistrement de Sleeping With Ghosts (« Dormir avec des fantômes ») se déroule aux Air Studios de Londres sur une durée de quatre mois. Sous la houlette du réalisateur artistique Jim Abbiss, la production de l'album est marquée par un son sophistiqué et électronique, le groupe enregistrant même sept chansons sans aucune guitare avant de faire marche arrière, se souvenant qu'il est « quand même un groupe de rock ».
La plupart des morceaux de l'album abordent les relations humaines et leur remémoration avec en fil rouge le thème de la star déchue, comme si Placebo prenait un instant le temps de prendre du recul sur son passé : « Je contemple ma vie émotionnelle de la dernière décennie et j'essaie de la comprendre. J'essaie d'exorciser les fantômes et démons de mes relations passées. C'est un vieux cliché de dire que c'est un remède mais cela marche pour moi » affirme Brian Molko. L'album est pour Molko une analyse de ses souvenirs, les fantômes évoqués par son titre étant ceux du passé. Ainsi, The Bitter End traite des relations qui se terminent mal, Special Needs des luttes de pouvoir dans les relations, This Picture d'une relation sadomasochiste et Sleeping with Ghosts des âmes sœurs.
Au sujet du titre de l'album, Molko explique qu'on « transporte les fantômes de nos relations avec nous, au point où quelquefois une odeur, une situation ou un vêtement ramène le souvenir d'une personne. Pour moi, cela parle de la relation que nous avons avec nos souvenirs… Aussi, je vois cet album comme une collection de courtes histoires à propos d'une poignée de relations. Les miennes pour plupart ».
L'hymne rock The Bitter End, sorti en single, est le véritable ambassadeur de cet album, attirant vers Placebo toute une nouvelle génération de fans comme Special K l'avait fait dans une moindre mesure trois ans plus tôt. Au-delà de ce titre phare, Placebo offre un large éventail de compétences artistiques au public, alliant le rock énergique de This Picture, à la ballade aigre-douce Special Needs, et à l'electro rock de English Summer Rain. De plus, le groupe propose en single la version française Protège-moi du titre Protect Me From What I Want, adaptation effectuée en collaboration avec l'écrivain française Virginie Despentes. Pour justifier le choix d'une version en français, Brian Molko expliqua que la valse de la chanson offrait un côté continental à la chanson. The Bitter End fait partie de la bande originale du film Kaboom de Gregg Araki en 2010.
Les paroles de Plasticine « Beauty lies inside the eye of another youthful dream » se réfèrent directement à celles de la chanson Beauty Lies in the Eye, « Beauty lies in the eyes of another's dream », de l'album Sister de Sonic Youth.
Les photographies de la pochette et du livret de l'album ont été réalisées par Jean-Baptiste Mondino.

## Accueil critique
L'album a recueilli dans l'ensemble d'assez bonnes critiques, obtenant un score de 64⁄100, sur la base de 14 critiques collectées, sur Metacritic.
Peter Blair, de Drowned in Sound, lui donne la note de 9/10. Le site Sputnikmusic lui donne 4 étoiles sur 5. Michael Idov, de Pitchfork, lui donne la note de 6,4/10.
Mackenzie Wilson, d'AllMusic, lui donne 3 étoiles sur 5. Le webzine albumrock lui donne 3 étoiles sur 5. Le webzine Forces parallèles lui donne 2 étoiles sur 5.

## Liste des titres
Toutes les chansons sont écrites et composées par Brian Molko, Stefan Olsdal et Steve Hewitt.
| Sleeping with Ghosts | Sleeping with Ghosts                      | Sleeping with Ghosts | Sleeping with Ghosts | Sleeping with Ghosts | Sleeping with Ghosts | Sleeping with Ghosts | Sleeping with Ghosts | Sleeping with Ghosts | Sleeping with Ghosts |
| No                   | Titre                                     | Durée                |                      |                      |                      |                      |                      |                      |                      |
| -------------------- | ----------------------------------------- | -------------------- | -------------------- | -------------------- | -------------------- | -------------------- | -------------------- | -------------------- | -------------------- |
| 1.                   | Bulletproof Cupid                         | 2:21                 |                      |                      |                      |                      |                      |                      |                      |
| 2.                   | English Summer Rain                       | 4:02                 |                      |                      |                      |                      |                      |                      |                      |
| 3.                   | This Picture                              | 3:35                 |                      |                      |                      |                      |                      |                      |                      |
| 4.                   | Sleeping with Ghosts                      | 4:39                 |                      |                      |                      |                      |                      |                      |                      |
| 5.                   | The Bitter End                            | 3:11                 |                      |                      |                      |                      |                      |                      |                      |
| 6.                   | Something Rotten                          | 5:28                 |                      |                      |                      |                      |                      |                      |                      |
| 7.                   | Plasticine                                | 3:27                 |                      |                      |                      |                      |                      |                      |                      |
| 8.                   | Special Needs                             | 5:16                 |                      |                      |                      |                      |                      |                      |                      |
| 9.                   | I'll Be Yours                             | 3:32                 |                      |                      |                      |                      |                      |                      |                      |
| 10.                  | Second Sight                              | 2:50                 |                      |                      |                      |                      |                      |                      |                      |
| 11.                  | Protect Me from What I Want (Protège-moi) | 3:16                 |                      |                      |                      |                      |                      |                      |                      |
| 12.                  | Centrefolds                               | 5:02                 |                      |                      |                      |                      |                      |                      |                      |
| 46:31                |                                           |                      |                      |                      |                      |                      |                      |                      |                      |

| 13. | Protège-moi | Virginie Despentes | 3:15 |

| Covers | Covers                      | Covers           | Covers | Covers | Covers | Covers | Covers | Covers | Covers |
| No     | Titre                       | Auteur           | Durée  |        |        |        |        |        |        |
| ------ | --------------------------- | ---------------- | ------ | ------ | ------ | ------ | ------ | ------ | ------ |
| 1.     | Running Up That Hill        | Kate Bush        | 4:57   |        |        |        |        |        |        |
| 2.     | Where Is My Mind?           | Pixies           | 3:45   |        |        |        |        |        |        |
| 3.     | Bigmouth Strikes Again      | The Smiths       | 3:55   |        |        |        |        |        |        |
| 4.     | Johnny and Mary             | Robert Palmer    | 3:26   |        |        |        |        |        |        |
| 5.     | 20th Century Boy            | T. Rex           | 3:41   |        |        |        |        |        |        |
| 6.     | The Ballad of Melody Nelson | Serge Gainsbourg | 3:58   |        |        |        |        |        |        |
| 7.     | Holocaust                   | Big Star         | 4:28   |        |        |        |        |        |        |
| 8.     | I Feel You                  | Depeche Mode     | 6:26   |        |        |        |        |        |        |
| 9.     | Daddy Cool                  | Boney M          | 3:22   |        |        |        |        |        |        |
| 10.    | Jackie                      | Sinead O'Connor  | 2:50   |        |        |        |        |        |        |
| 40:42  |                             |                  |        |        |        |        |        |        |        |

## Classements et certifications
| Pays               | Positions |
| ------------------ | --------- |
| Allemagne          | 2         |
| Australie          | 11        |
| Autriche           | 6         |
| Belgique Comm. fl. | 4         |
| Belgique Comm. fr. | 1         |
| Danemark           | 28        |
| Finlande           | 14        |
| France             | 1         |
| Irlande            | 14        |
| Italie             | 6         |
| Norvège            | 12        |
| Nouvelle-Zélande   | 37        |
| Pays-Bas           | 19        |
| Portugal           | 4         |
| Royaume-Uni        | 11        |
| Suède              | 14        |
| Suisse             | 3         |

| Pays        | Ventes    | Certifications |
| ----------- | --------- | -------------- |
| Allemagne   | 200 000 + | Platine        |
| Autriche    | 10 000 +  | Or             |
| Belgique    | 15 000 +  | Or             |
| France      | 600 000 + | 2 × Platine    |
| Royaume-Uni | 100 000 + | Or             |
| Suisse      | 20 000 +  | Or             |